# هاموندویل، نیو ساوت ولز
هاموندویل (به انگلیسی: Hammondville) یک حومه شهر در استرالیا است که در نیو ساوت ولز واقع شده‌است.